# Meningite asettica
La meningite asettica è l'infiammazione delle meningi, una membrana che copre il cervello e il midollo spinale nei pazienti il cui risultato del test del liquido cerebrale spinale è negativo con le normali colture batteriche. La meningite asettica è causata da virus, micobatteri, spirochete, funghi, farmaci e tumori maligni. Un campione di liquido cerebrospinale viene prelevato dalla puntura lombare e sono testati i livelli di leucociti per determinare se c'è un'infezione e quale sia la causa della meningite. I sintomi sono gli stessi sia per la meningite che per la meningite asettica, ma la gravità dei sintomi e il trattamento possono dipendere da una determinata causa.
La causa più comune di meningite asettica è da infezione virale. Altre cause possono includere effetti collaterali da farmaci e disturbi del tessuto connettivo.

## Storia
La meningite asettica è stata descritta per la prima volta da Wallgren nel 1925..La meningite asettica causata dalla parotite è diminuita negli Stati Uniti a causa del maggiore uso di vaccinazioni.

## Segni e sintomi
La meningite asettica è una malattia che può dipendere dall'età del paziente, tuttavia la ricerca ha mostrato alcuni sintomi distinti che indicano la possibilità di meningite asettica. Una varietà di pazienti nota un cambiamento delle temperature corporee (superiori alle normali temperature di 38-40 °C), contrassegnate con la possibilità di vomito, mal di testa, dolore al collo e persino mancanza di appetito . Nei pazienti più giovani, come i bambini, si può notare un'infiammazione meningea insieme alla possibilità di necrosi epatica e miocardite . In casi gravi, nei bambini possono presentarsi convulsioni e deficit neurologici focali possono essere i primi sintomi della meningite asettica. In effetti, nei neonati il tasso di mortalità è del 70%. Gli adolescenti, come i bambini, presenta sintomi simili ma variabili di mal di gola, eruzioni cutanee e diarrea. Negli adulti, i sintomi e la loro gravità hanno una durata inferiore. Inoltre, la probabilità di sviluppare meningite asettica aumenta quando i pazienti hanno un caso di parotite o herpes.
I sintomi della meningite causata da un'infezione virale acuta durano tra una e due settimane. Quando la meningite asettica è causata dal citomegalovirus il 20 percento degli individui affronta mortalità o morbilità. Se non trattato, può influire sulle capacità uditive e di apprendimento di un individuo.

## Cause
La causa più comune di meningite asettica è un'infezione virale, in particolare da enterovirus . In effetti, il 90 percento di tutti i casi di meningite virali sono causati da enterovirus. Altri virus che possono causare meningite asettica sono il virus della varicella zoster, l'herpes e la parotite. Altre cause possono includere micobatteri, funghi, spirochete e complicanze da HIV. Gli effetti collaterali di alcuni farmaci come i farmaci antinfiammatori non steroidei (FANS), Ranitidina, sulfametossazolo, gli antibiotici (ad es. Trimetoprim-sulfametossazolo o amoxicillina ) e i farmaci antiepilettici possono anche causare meningite asettica.
Esistono diversi tipi di meningite asettica che si differenziano in base alla sua causa:
- Meningite virale
  - Enterovirus (EV) ha causato la meningite. Questa è la causa più comune di meningite virale, con il 90% dei casi di meningite virale causati da EV.[3]
  - Virus dell'immunodeficienza umana (HIV)
  - Meningoencefalite da parotite
  - Virus della famiglia flavivirus: virus dell'encefalite di Saint Louis (SLEV) e virus del Nilo occidentale (WNV).
  - I virus herpetici possono causare meningite asettica. Questi sono (HSV) -1, (HSV) -2, virus varicella-zoster e (HHV6).
- Batterica 
  - Malattia di Lyme[1]
  - Sifilide
  - Leptospirosi
- Micotica 
  - Infezione criptococcica
  - Infezione coccidioidale
- Meningite asettica indotta da farmaci (DIAM) 
  - Irritazione delle meningi da farmaci somministrati direttamente nel canale spinale o nello spazio subaracnoideo.[8] L'ipersensibilità al farmaco provoca una risposta immunitaria.
- Malattie autoimmuni 
  - Lupus eritematoso sistemico.
- Meningite asettica causata dal cancro come la meningite neoplastica 
  - Ciò riguarda circa il 5% di tutti i casi di cancro, con un aumento dei casi nelle leucemie.
- Neurosarcoidosi

## Diagnosi

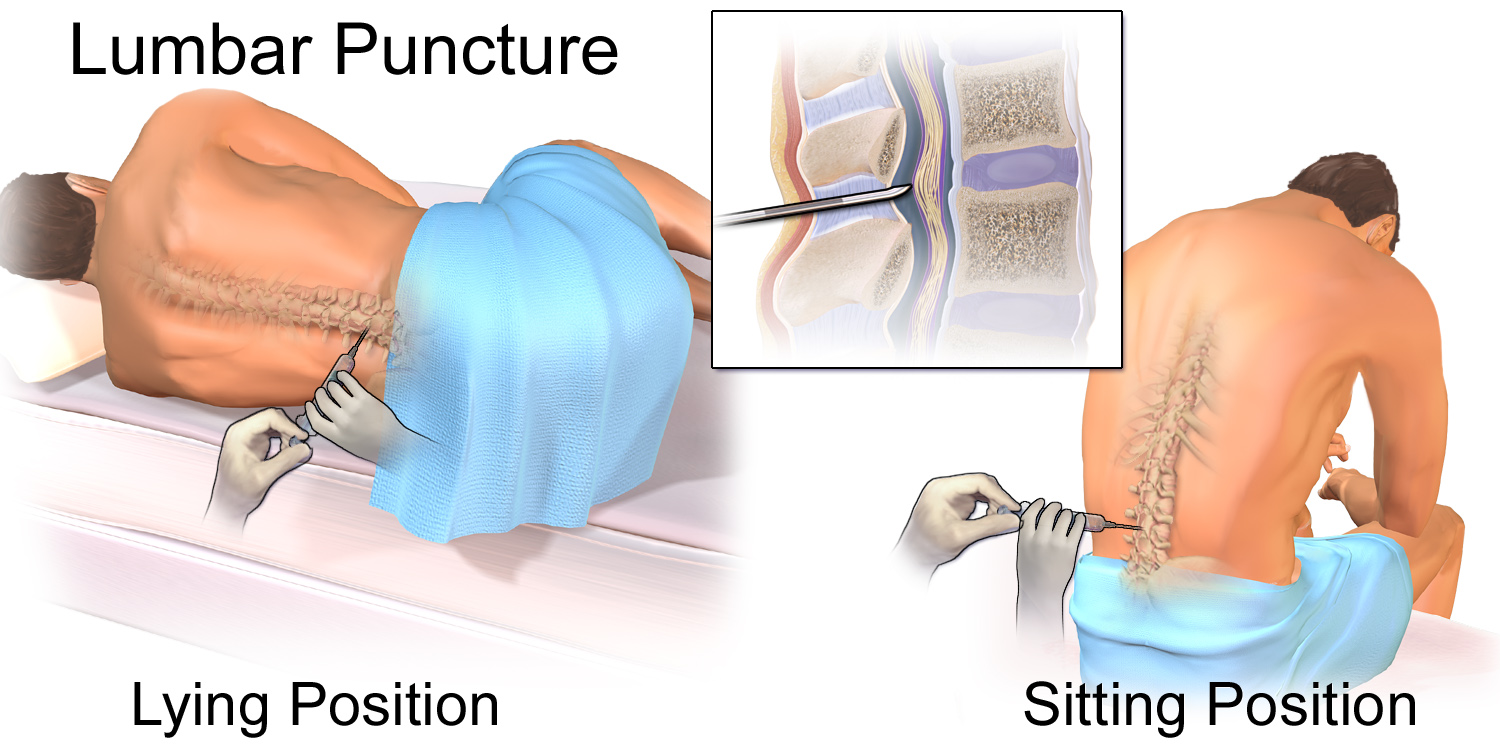
Procedura di puntura lombare per la diagnosi di meningite asettica

Il termine asettico può essere fuorviante, implicando una mancanza di infezione . Al contrario, molti casi di meningite asettica sono causati da infezioni da virus o micobatteri che non possono essere rilevati con metodi di routine. La diagnosi prende in considerazione la stagione dell'anno, la storia medica dell'individuo e della famiglia, l'esame obiettivo e i risultati di laboratorio nella diagnosi della meningite asettica.
Un comune test medico utilizzato per diagnosticare la meningite asettica è la puntura lombare. Un medico inserisce un ago tra due vertebre per rimuovere il liquido cerebrospinale (CSF) dal midollo spinale. Il liquido cerebrospinale raccolto dalla puntura lombare viene analizzato mediante esame al microscopio o mediante coltura per distinguere tra meningite batterica e asettica. I campioni di CSF sono sottoposti a conta cellulare, colorazioni di Gram e colture virali e reazione a catena della polimerasi (PCR). La reazione a catena della polimerasi ha aumentato la capacità di rilevare virus come enterovirus, citomegalovirus e virus dell'herpes nel liquido cerebrospinale, ma molti virus possono ancora sfuggire al rilevamento. Altri test di laboratorio includono la raccolta di sangue, urina e feci. I professionisti medici hanno anche la possibilità di eseguire una tomografia computerizzata (TC) o una risonanza magnetica (MRI), questi test aiutano a osservare calcificazioni o ascessi.

## Trattamento
Se i livelli di CSF sono irregolari tra gli individui, subiranno il ricovero in ospedale dove ricevono la terapia antivirale. Se la meningite asettica è stata causata dal virus dell'herpes simplex (HSV), l'individuo riceverà aciclovir, un farmaco antivirale. Se viene diagnosticato un bambino, i medici prescriveranno regolari check-in per problemi di udito e apprendimento.